# Holmul
Holmul (del maya que significa «Lugar sagrado») es un yacimiento arqueológico maya precolombino, localizado en el noreste de la región del Petén, en el municipio de Melchor de Mencos, en Guatemala.El sitio fue visitado con propósitos arqueológicos por primera vez en 1911 a partir de un reporte generado anteriormente por el antropólogo estadounidense Alfred M. Tozzer que visitó el lugar y lo documentó en 1904-1905, por un equipo de la Universidad de Harvard, conducido por el arqueólogo Raymond Merwin. El trabajo original de este equipo produjo la primera estratigrafía a partir de una secuencia de cerámica para un sitio maya en la región. El trabajo fue más tarde continuado por el arqueólogo George Vaillant.
Sin embargo, el resultado de la expedición que se hizo para el Museo Peabody de Arqueología y Etnología, no se publicó sino veinte años más tarde y subsecuentemente el lugar no fue sujeto a más investigaciones por un largo tiempo. 
Las excavaciones e investigación se reanudaron en Holmul hasta el año 2000, cuando un grupo de arqueólogos de la Universidad de Boston, organizado por el doctor Francisco Estrada Belli, volvió a explorar el sitio. Poco tiempo después de este reinicio, el proyecto recibió fondos de la Universidad de Vanderbilt, hasta el 2008, cuando la Universidad de Boston proveyó de recursos nuevamente y se hizo cargo de la exploración.

## Historia
Holmul, como ciudad maya, inició su existencia hacia el año 800 a. C., y fue abandonada 1100 años después, hacia 900 d. C., en la época del colapso de la civilización maya a fines del periodo clásico. Esta cronología hace de la ciudad de Holmul una de las ciudades mayas más longevas desde el ángulo de su ocupación. 
Holmul alcanzó su apogeo entre los años 750 y el 900 d. C., época durante la cual pudo haber tenido considerable influencia en otras poblaciones de la región del Petén. La región de influencia de Holmul es normalmente conocida como el Dominio de Holmul. 
Un sitio arqueológico cercano a Holmul, llamado La Sufricaya, contiene murales pintados que sugieren un cierto nivel de influencia foránea en el Dominio de Holmul. Esta influencia pudo haberse dado por gente de Teotihuacán o de Tikal. El primer caso plantea una hipótesis que pudiera significar implicaciones en el conocimiento de las relaciones entre el mundo maya y los teotihuacanos, especialmente entre los años 300 y 550 d. C.
En virtud de que Holmul fue una de las ciudades mayas abandonadas más tarde, los arqueólogos están interesados en el estudio de los muros periféricos del sitio construidos en los últimos años de habitación de la ciudad. Estos muros también existen en Cival, otra de las ciudades pertenecientes al Domino de Holmul, y podrían sugerir la posibilidad de un asedio final cercano al momento del colapso de las dos ciudades. Las implicaciones reales de esto, se ignoran aún.